# Baryphthengus ruficapillus
El momoto yeruvá oriental (Baryphthengus ruficapillus), también denominado yeruvá (Argentina, Bolivia, Paraguay), burgo rojizo o taragón rojizo, es una especie de ave coraciforme de la familia Momotidae. Es una de las dos especies que integran el género Baryphthengus (Cabanis & Heine, 1859). Se distribuye en las selvas del este de América del Sur.

## Descripción
Mide entre 44  y 38 cm de longitud total. Ambos sexos son semejantes. Posee un pico robusto, oscuro, con bordes aserrados. Su color general es verde, con la corona rufa, una mancha ventral naranja, un antifaz negro y algunas gotas de ese color salpican el pecho.
Ojos marrón rojizos; cola larga, fina y escalonada, con raquetas terminales poco definidas; primarias ornadas de verde azulado.

## Distribución y hábitat
Se distribuye en las selvas paranaenses del sudeste de Brasil en los estados de: Goiás, Bahía, Minas Gerais, Espírito Santo, Río de Janeiro, São Paulo, Mato Grosso del Sur, Paraná, Santa Catarina, y Río Grande del Sur.   
También se lo encuentra en el este del Paraguay, y el noreste de la Argentina en donde habita en la provincia de Misiones.    
Su hábitat natural es la selva húmeda semitropical y tropical. También habita en selvas secundarias o degradadas. Tanto en áreas bajas litoraleñas como en montañas hasta los 1200 m s. n. m.

## Comportamiento
Es un ave solitaria, pasiva, y crepuscular. Es arborícola, de estratos medios a bajos de la selva paranaense, permaneciendo perchado de manera vertical, con su larga cola péndula que mientras la menea. Marca su territorio con llamados graves y profundos. Su vuelo es ondulado y lento, en razón de sus cortas alas. 

La voz es un “hurrrrrr...” corto y rápido, gutural, como una lechuza, más oído poco antes de clarear y luego después de anochecer. Su nombre popular es onomatopéyico.

### Alimentación
Vuela frecuentemente en pareja, acompañando bandadas mixtas o regueros de hormigas por el sotobosque. Captura grandes insectos, moluscos, pequeños reptiles y mamíferos. También unos pocos frutos.

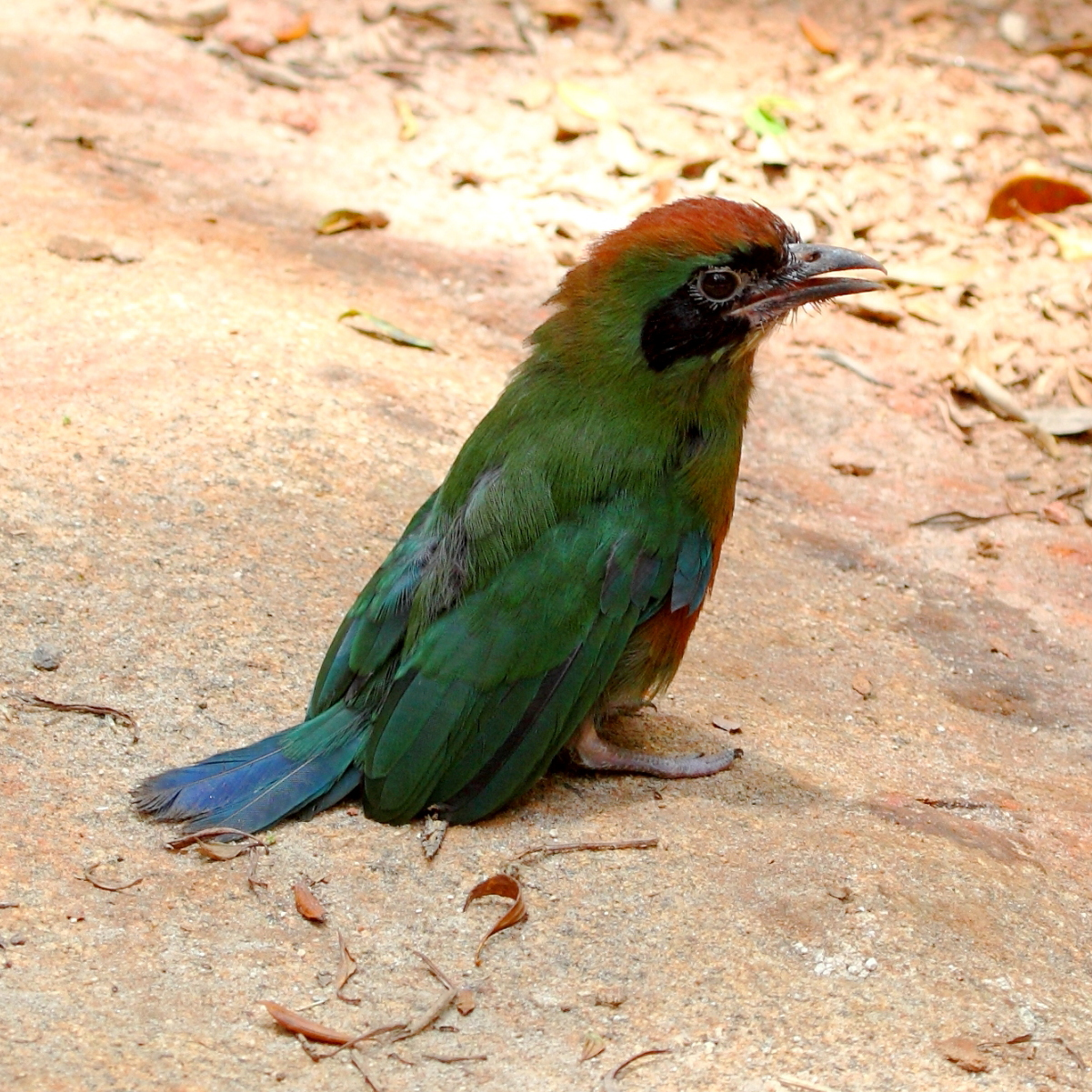
Ejemplar juvenil en Campos do Jordão, estado de São Paulo, Brasil.

### Reproducción
Nidifica en cuevas, donde coloca dos brillantes huevos blancos.

Suelen aprovechar cuevas de tatú en el suelo y a veces dos parejas  nidifican lado a lado en túneles separados por apenas 23 cm de distancia.

## Sistemática

### Descripción original
La especie B. ruficapillus fue descrita originalmente por el ornitólogo francés Louis Jean Pierre Vieillot en el año 1818 bajo el nombre de: Baryphonus ruficapillus con localidad típica errada: «Lima, Perú», la cual fue posteriormente enmendada a: «sudeste de Brasil».

### Taxonomía
Esta especie monotípica podría formar una superespecie con Baryphthengus martii y, a menudo son considerados como sólo subespecies de una misma especie. Si bien ambas poseen algunas similitudes estructurales, sin embargo, las diferencias considerables en sus plumajes y en sus voces son suficientes para justificar el tratamiento como especies separadas.

### Subespecies
Según Clements Checklist 6.8 no se reconocen subespecies.
Se han descrito varias subespecies, pero todas se basan en variaciones individuales, sin una clara significación geográfica. Estas son: Baryphthengus ruficapillus aeruginosus de Minas Gerais y Río de Janeiro, Baryphthengus ruficapillus septentrionalis de São Paulo, y Baryphthengus ruficapillus abreui de Paraná. una quinta subespecie: Baryphthengus ruficapillus berlai de Goiás, es considerada como un nombre inválido.